# 大小切騒動
大小切騒動（だいしょうぎりそうどう）は、明治5年（1872年）に山梨県で起こった一揆。山梨県農民一揆とも。合わせて、大小切税法を解説する。

## 大小切税法の概要
大小切税法とは、「大切」と呼ばれる米納(一部金納)と、「小切」と呼ばれる金納の税法である。元来、甲斐では山がちで米が取れなかった為制定された納税方法である。この為、領内に貨幣経済が発展しやすい土壌が整った。

## 近世甲斐国における大小切税法
江戸時代の享保年間に甲斐国一円は幕府直轄領化される。甲府盆地の山梨郡、八代郡、巨摩郡の国中三郡では近世以前の金納税制である大小切税法（甲州三法のひとつ）という特殊な年貢徴収法が甲州枡、甲州金とともに独自の制度として適用されていた。
米納を基本とする江戸時代において、国中三郡では原則米納は9分の4で、納税米額の9分の3は「小切」と呼ばれる米4石1斗4升を金1両で換算でした金納で9月に納められた。
9分の2は「大切」と呼ばれ、享保9年（1724年）以降は浅草蔵前冬張紙値段（100石=35両前後）で換算した金納で納められた。
このため、国中三郡では米麦芝居のほか、現金収入を得るため養蚕や織物、煙草栽培など商品作物栽培や、山間地での林業などを組み合わせる形態の生業が確立し、貨幣経済が浸透していた。
大小切税法は実質年貢負担の軽減でもあったため、戦国時代の武田氏時代の起源（実際には起源は不詳）と位置づけられ、領主側では年貢増収のため廃止を試みるもの頑強に抵抗し、明治まで存続した。

## 大小切税法の廃止と田安領一揆
明治維新により明治2年（1869年）7月27日に甲斐国は「甲府県」と改められ、三郡政局（代官所）は廃止とされ山梨県一円は甲府県知事の統治下となった。甲斐国に存在していた御三卿領のうち盆地東部の田安領103か村7960石では代官支配の続いていたが、田安領では寛政4年（1792年）に起こった大規模な越訴事件である太枡騒動の名残もあり、田安代官や特権商人への不満が募っていた田安領では甲府県への編入を求める農民一揆が起こる（田安領一揆）。
発足直後の明治新政府は旧藩領の接収を図り、各地で農民一揆を誘導して領主権を放棄させる政策を行っていた。
甲府県庁も同様に田安領の併合を行い、権知事の土肥実匡（どひ さねまさ、謙蔵）と政府民部省から派遣された監督大佑・塩谷良翰（しおのや りょうかん）は両者の間を仲介して田安家に自主的な領地返上を約束させ、明治3年（1870年）5月に田安領は甲府県へ編入された。旧田安領では「御一新」として甲府県編入は好意的に受け入れられた。明治4年（1871年）11月、甲府県は山梨県に改められ、土肥が県令となる。
大小切騒動は甲府盆地東部の栗原・万力筋と大石和・小石和筋において発生しており、田安領一揆の発生した地域と重なり、田安領一揆が目的を達した経験が地域諸尊村の意気を上げ、大小切騒動の蜂起に繋がった可能性が指摘される。

## 大小切騒動の発生
貢租増収をはかる明治政府大蔵省は明治2年（1869年）には大小切税法の見直しを要請しているが、県庁側では影響を懸念して時期尚早であると上申し、現状維持が保たれていた。
明治4年（1871年）に全国的な廃藩置県を断行し、甲府県は「山梨県」と改められた。旧諸藩の貢租を一元化した明治政府は特殊な徴収法を認めず、明治5年（1872年）6月には大蔵省は山梨県における大小切税法の廃止を命じ、8月8日には県下に布告された。
国中三郡ではこれに対する反対運動が起こり、旧田安領である栗原筋・万力筋の97か村と大石和筋・小石和筋では武装蜂起に至る。6,000人とも言われる一揆勢は甲府へ迫ると、県庁では一揆勢を抑え込む兵力がなかったため、土肥県令は陸軍省へ出兵を要請し、一揆勢には訴えを認める黒印状を与えて融和を図った。

## 若尾逸平宅の襲撃
一揆勢の大半は帰還したが、一部は再び市中へ入り打ちこわしを行っており、甲府山田町（甲府市中央）の商家・若尾逸平宅などが被害に遭っている。
若尾逸平は後に甲州財閥として山梨県財界においても台頭する新興商人で、大小切騒動発生時には山梨県蚕種製造人大総代として不良蚕種を取り締まる立場にあった。大小切騒動において若尾宅が襲撃された背景には、騒動首謀者の島田富十郎が無検印の蚕種紙販売で処罰されていることから、若尾が島田や東郡地域の養蚕農家の恨みを買う事情があったとも考えられていた。
平成15年（2003年）に刊行された『山梨県史 資料編13 近世6』では明治初年・筆者不明の見聞雑記手稿「書下春廻雪 略記巻之壱」（個人所蔵）が収録され、若尾と東郡農民との事情が判明した。同史料によれば1872年（明治5年）1月の山梨県庁による明治4年分年貢未納村に対する催促があり、若尾は金策に走る村役人に対して三割の利息で貸付を行い、さらに県庁が金納を拒むと若尾は一両につき一朱（6パーセント強）の両替料で両替に応じたという。

## 騒動の収束と関係者の処罰

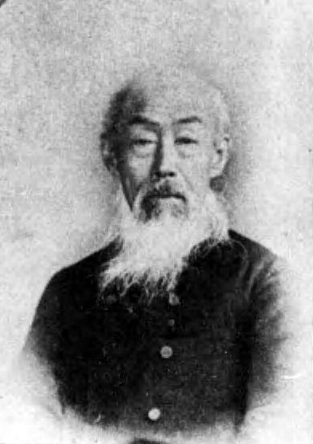
土肥謙蔵

大小切騒動に対する山梨県庁の対応には不一致があり、大正期の『山梨青年新聞』、内藤文治良『若尾逸平』に拠れば県令の土肥謙蔵は農民の要求を聞き入れ鎮撫しようとしたのに対し、権参事の富岡敬明は大砲を用いた威嚇撃退を主張し、双方が折衷した対応になったという。2003年には土肥謙蔵の子孫家から謙蔵晩年の手記が発見され、実際に土肥と富岡の間で姿勢の違いがあったことが確認された。
8月末に兵が到着すると、土肥県令は村役人らを恵林寺（甲州市塩山小屋敷）に集合させ、黒印状を没収し一揆の指導者や参加者への厳正な処罰を実行する。
大小切騒動の逮捕者は160人以上に及び、同年9月17日には山梨県庁内に山梨裁判所（後の甲府地方裁判所）が開設され、審理が行われる。首謀者とされる山梨郡小屋敷村（甲州市塩山）の長百姓・小沢留兵衛、同郡松本村（笛吹市石和町）の名主・島田富十郎には絞刑の判決が下った。同郡隼村（山梨市牧丘町）の長百姓・倉田利作は準流10年となり甲府代官所の徒刑場に収容される。ほか、徒刑3年が4名、罰金3772名が課せられた。恵林寺などの寺院では減刑嘆願を行うが、同年11月10日に小沢・富田らの処刑が施行された。
準流10年となった倉田利作は明治6年（1873年）6月7日夜に囚人数名とともに脱獄し、土肥県令宅の襲撃を企図する。しかし土肥は免官となっていたため不在で、倉田は再び捕縛され処刑される。
土肥は騒動の収拾のため県庁広報誌である『峡中日報』（のちの山梨日日新聞）を県民に読み聞かせる新聞解話会を行い人心の掌握を試み、大小切税法廃止による税負担軽減のため巨摩郡日野原（現北杜市、旧北巨摩郡長坂町）の開拓などを計画するが、明治6年（1873年）1月24日に土肥は騒動の責任により免官される。

## 騒動の影響

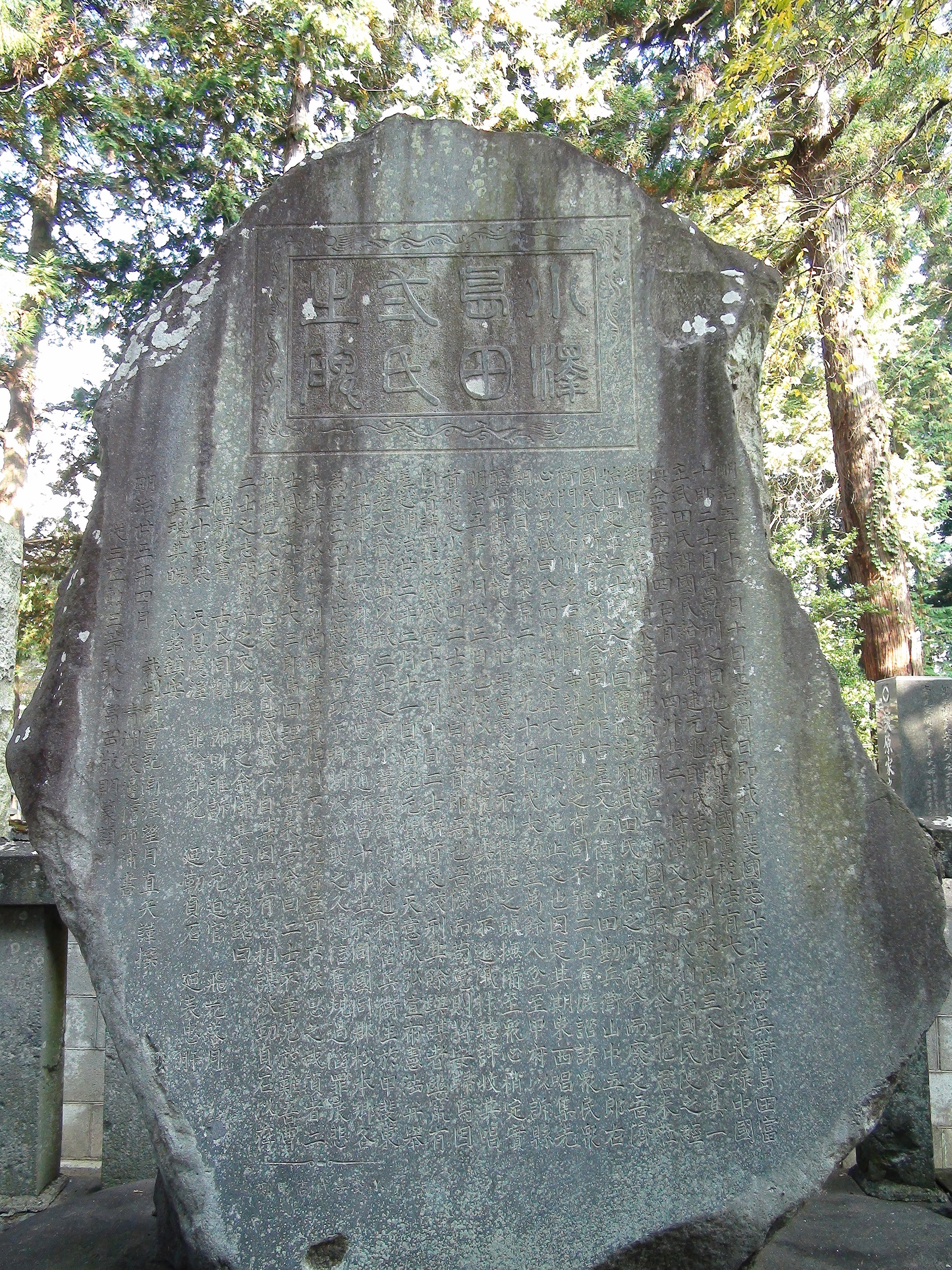
恵林寺境内にある大小切騒動の殉難碑

後任に県令心得として前大阪府参事の藤村紫朗が着任し、藤村県政時代には戸区長の公選や殖産興業政策が行われた。
明治10年代には反藤村県政・自由民権運動の論壇誌として『峡中新報』や『かなめ新聞』が創刊された。明治14年（1881年）には『峡中新報』で野中眞「峡人ノ進度」 が連載され、大小切騒動を時代錯誤の暴挙とし、多くの処罰者が県民の精神を萎縮させたと論評している。一方で、同年に旧小物成地の県内林野が官有地に編入されることが決定されると、『峡中新報』では大小切騒動を例示した抗議活動を呼びかける投書が掲載されている。
また、明治15年（1882年）1月14日の『かなめ新聞』第83号では大小切騒動に関する史料蒐集の社告が載せられており、一部に事実の錯綜が見られるものの大小切騒動に関する初めての史料蒐集として知られる。